# Papercuts (Singles Collection 2000–2023)
Papercuts (Singles Collection 2000–2023)  es el primer álbum de grandes éxitos de la banda estadounidense de rock Linkin Park. Fue lanzado el 12 de abril de 2024 a través de Warner Records, tras la edición del Meteora 20th Anniversary Edition (2023). 
El álbum abarca los sencillos de la banda desde 2000 hasta 2023 y se anunció junto con el lanzamiento de la canción "Friendly Fire" el 23 de febrero de 2024, que aparece como la pista final y se grabó durante las sesiones de One More Light (2017). Papercuts también incluye el lanzamiento oficial de la canción "QWERTY", que anteriormente sólo apareció en el álbum de demostración de 2006 de la banda, LP Underground 6.0.

## Lista de canciones
Toda la música compuesta por Linkin Park, excepto algunas notas.. 
| N.º | Título                                                                   | Duración |  |
| 1.  | «Crawling» (del disco Hybrid Theory)                                     | 3:29     |  |
| 2.  | «Faint» (del disco Meteora)                                              | 2:42     |  |
| 3.  | «Numb/Encore» (con Jay-Z; del disco Collision Course)                    | 3:25     |  |
| 4.  | «Papercut» (del disco Hybrid Theory)                                     | 3:05     |  |
| 5.  | «Breaking the Habit» (del disco Meteora)                                 | 3:16     |  |
| 6.  | «In the End» (del disco Hybrid Theory)                                   | 3:36     |  |
| 7.  | «Bleed It Out» (del disco Minutes to Midnight)                           | 2:44     |  |
| 8.  | «Somewhere I Belong» (del disco Meteora)                                 | 3:34     |  |
| 9.  | «Waiting for the End» (del disco A Thousand Suns)                        | 3:51     |  |
| 10. | «Castle of Glass» (del disco Living Things)                              | 3:25     |  |
| 11. | «One More Light» (del disco One More Light)                              | 4:15     |  |
| 12. | «Burn It Down» (del disco Living Things)                                 | 3:50     |  |
| 13. | «What I've Done» (del disco Minutes to Midnight)                         | 3:25     |  |
| 14. | «QWERTY» (del disco LP Underground 6.0)                                  | 3:22     |  |
| 15. | «One Step Closer» (del disco Hybrid Theory)                              | 2:37     |  |
| 16. | «New Divide» (de la banda sonora de Transformers: Revenge of the Fallen) | 4:29     |  |
| 17. | «Leave Out All the Rest» (del disco Minutes to Midnight)                 | 3:29     |  |
| 18. | «Lost» (del disco Meteora 20th Anniversary Edition)                      | 3:19     |  |
| 19. | «Numb» (del disco Meteora)                                               | 3:07     |  |
| 20. | «Friendly Fire»                                                          | 2:56     |  |

## Créditos
Linkin Park
- Chester Bennington: voz principal
- Rob Bourdon: batería y percusión
- Brad Delson: guitarra principal; coros
- Dave «Phoenix» Farrell: bajo, coros
- Joe Hahn: samples, turntables, coros y programación
- Mike Shinoda: voz, teclado, guitarra rítmica y coros

Músicos adicionales
- Jay-Z - voces de rap en "Numb/Encore"